# Christoph Meyer (Maler)

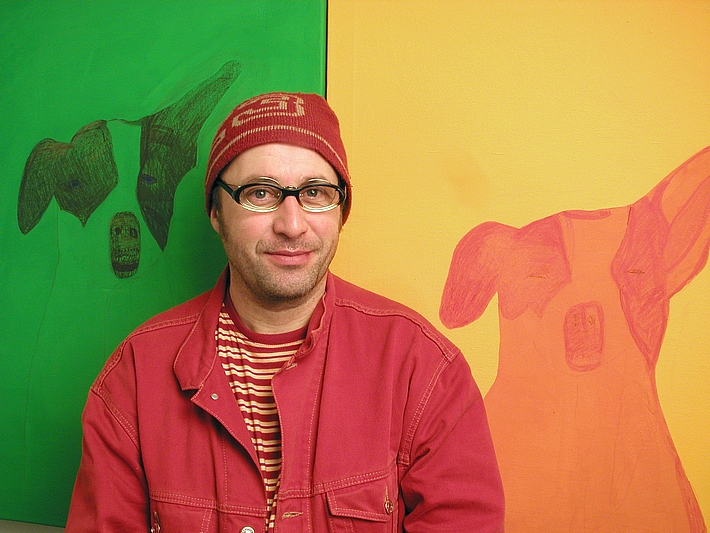
Christoph Meyer (Roman März)

Christoph Meyer (* 31. Dezember 1954 in Greifswald) ist ein deutscher Zeichner, Grafiker und Buchkünstler.

## Leben
Meyer machte 1972 in Greifswald das Abitur und bis 1975 eine Berufsausbildung als Anlagenmonteur in Nauen. Von 1975 bis 1977 leistete er einen 18-monatigen Wehrdienst bei der NVA. Anschließend arbeitete er bis 1978 in den Theaterwerkstätten in Ostberlin als Farbenreiber. Parallel dazu besuchte er die Abendschule bei Wolfgang Leber.
Zwischen 1978 und 1981 studierte Meyer Ausstellungsgestaltung an der Fachschule für Werbung und Gestaltung in Berlin-Oberschöneweide. Von 1981 bis 1982 arbeitet er in der Steindruckwerkstatt von Klaus Wilfert in Berlin-Prenzlauer-Berg. 1982 begann er eine freiberuflichen Tätigkeit. Eine erste Personalausstellung folgte 1983 im Aufbau-Verlag. Er war bis 1990 Mitglied im Verband Bildender Künstler der DDR.
1992 erste Buchprojekte mit seinen Zeichnungen und mit Texten von Eugen Blume, „‚Über den Wassern‘ - zu einem Gedicht von Nelly Sachs“, Druck der Grafiken von Jörg Lehmann, Beginn der Zusammenarbeit mit Drucker und Künstler Jörg Lehmann aus Berlin-Pankow, intensive Beschäftigung mit dem Kupfertiefdruck. 1994, Gründung des Galerieraumes LABOR in Berlin-Weißensee in der Borodinstrasse (Christoph Meyer ist Gründungsmitglied mit Nikola Müller und Martin Colden). 1995 Erhalt des Stipendiums, der Akademie der Künste Berlin in der Villa Serpentara in Olevano Romano.
1995 Gründung des Labels Alligatorpress, erste Herausgabe von Künstlerbücher zu den Autoren Paul Celan, Nelly Sachs, Heiner Müller, Bert Brecht, Johannes Bobrowski, Bert Papenfuß, Durs Grünbein, Friedrich  Nietzsche, Uwe Kolbe, James Joyce, Simone Meyer, Tom Waits, Ingeborg Bachmann, Peter Rühmkorf, Friedrich Hölderlin, Bob Dylan und Edgar Allan Poe.
Er lebt in Berlin und war von 2005 bis zu ihrem Tod mit der Autorin Simone Meyer verheiratet.

## Kritik
Matthias Flügge schreibt über Meyer im Ausstellungskatalog von Mai 1989, zur Ausstellung im „Studio Bildende Kunst“ Baumschulenstraße 78: „Christoph Meyer arbeitet lange an den Bildern und reduziert in einem Prozeß der Selbsterkundung das Motiv auf die reine emotionale Mitteilung. Hier treffen sich unterschiedliche Anregungen. Die lebendigen Sinne der Wahrnehmung führen Kunst und Wirklichkeit zur Synthese. Musikalische Prinzipien, Adaptionen fremder Kunstsprachen und die hilfreichen Zufälle des Gestaltens gehen in die Formvorstellung ein. Der entscheidende Rest ist die Lust an der Arbeit.“

## Ausstellungen
Einzelausstellungen
- 1983: Aufbau-Verlag, Zeichnungen und Bilder, Berlin
- 1989: Studio Bildende Kunst, Malerei und Zeichnung, Berlin
- 1993: Galerie Berlin, Malerei und Zeichnungen, Berlin
- 1995: Galerie Labor, über den wassern (ein raum aus eisen) Künstlerbuch zu Nelly Sachs, Berlin
- 1995: Stipendiatenausstellung, Villa de Pisa, Olevano Romano
- 1996: Galerie im Turm, „Reisen ein Ring“ Zeichnungen, Berlin
- 1997: Galerie Weisser Elephant „du bist was du ist“, Zeichnungen und Photos, Berlin
- 1998: Kunstscheune Katzow (Vorpommern)
- 1999: „in summo diskrimine (est)“, Brechthaus Weissensee, Berlin
- 2000: „bubbles“, galerie Labor, Berlin
- 2001: „Blue White Kiss – Yours tears kill me“, Galerie labor, Berlin
- 2003: „Erdung (ein raum für hannah arendt)“, Galerie im Turm Berlin
- 2009: „Auf dem Wege nach Guarda“, Galerie Brotfabrik, Berlin
- 2009: „das vermessene paradies“, Literaturforum Berchthaus, Berlin
- 2010: „Ein Raum für Bartleby, the Scrivener“, Schul- und Bethaus, Altlangsow
- 2011, 2012, 2013: Buchmesse, Frankfurt am Main
- 1988, 1989, 1990: Galerie im Prater, Berlin
- 1989: Bad Doberan
- 2015: Galerie F92, Berlin

Ausstellungsbeteiligungen
- 1984, 1986, 1989: BKA Berlin
- 1986: Berliner Junge Künstler, Berlin
- 1986: Der Holzschnitt, Berlin
- 1986: Holzschnitt-Biennale, Banská Bystrica
- 1989: Berliner Junge Künstler 2, Berlin
- 1990: Berlin, Zwei Takt, gemeinsame Ausstellung der Ost- und Westberliner Künstlerverbände
- 1992: Nancy,( F) Goethe –Institut, Fünf Maler aus Ost-Berlin
- 1996: Trento (I) Studio D Arte, Zeichnungen,  Bronzefiguren
- 1997: Berlin, Altes Stadtbad / Oderbergerstrasse  AB
- 2003: Berlin, „Zeitgenössische Kunst“, Im Sitz der KPM
- 2005: New York, USA Lobby des Deutschen Hauses
- 2007: Shanghai, Sh Contemporary, Gallery Beijing Art Now
- 2008: Beijing Art Nov Galerie, Peking, China
- 2013: Arte Postale, Akademie der Künste, Berlin

## Sammlungen
- Berlin, Sammlung der Akademie der Künste
- Berlin, Staatsbibliothek zu Berlin, Preußischer Kulturbesitz
- Berlin, Jüdisches Museum
- Berlin, Kunstbibliothek, Staatliche Museen zu Berlin
- Berlin, Kupferstichkabinett
- Berlin, Berlinische Galerie
- Potsdam, Stiftung Preußische Schlösser und Gärten
- Marbach, Deutsche Literaturarchiv
- Düsseldorf, Sammlung Achenbach
- Nancy, Sammlung der Stadt
- Weimar, Anna Amalia Bibliothek
- Yale, Arts of the Book Collection, Yale University Library
- Basel, Universitätsbibliothek
- Frankfurt am Main, Staatsbibliothek
- Leipzig, Deutsches Schriftmuseum
- Altenburg, Lindenau-Museum
- Dublin, National Library
- Wolfenbüttel, Herzog August Bibliothek
- München, Sammlung Wolfgang Spraul
- Bonn, Sammlung Dr. Gessler
- Luxemburg, Bibliotheque National
- München, Bayrische Staatsbibliothek
- Boston, Library, Harvard University
- Zürich, Sammlung Keonders
- Augsburg, Staatsbibliothek
- New York, The New York Public Library
- Florida, Atlantic University Libraries
- Zürich, Sammlung ETA, Hochschule der Künste
- Beijing, Sammlung Huang Liaoyuan (Beijing Art Now Gallery)
- Davos, Sammlung Kistler